# Nicolás Massia
Nicolás Sebastián Massia (Montevideo, 17 de diciembre de 1980) es un futbolista uruguayo. Juega de centrocampista en el Deportivo Anzoátegui.

## Biografía
Debutó en el Danubio FC en el año 2000, para que en 2003 fuera traspasado a El Tanque Sisley, con quien jugó hasta 2005 porque fue cedido al Institución Atlética Sud América para que en ese mismo año se fuera a Mineros de Guayana con quien se mantuvo hasta 2008 siendo su principal figura. Jugó la Copa Sudamericana y la fase previa de la Copa Libertadores de América con Mineros. Gracias a su gran desempeño mostrado en Mineros de Guayana, el Deportivo Anzoátegui se hace de los servicios de este gran jugador en el 2008. Para la temporada 2009 - 2010 juega para Mineros de Guayana y un año después regresa al Deportivo Anzoátegui.

## Clubes
| Club                             | País      | Año             |
| -------------------------------- | --------- | --------------- |
| Danubio FC                       | Uruguay   | 2000 - 2003     |
| El Tanque Sisley                 | Uruguay   | 2003 - 2005     |
| Institución Atlética Sud América | Uruguay   | 2005            |
| Mineros de Guayana               | Venezuela | 2005 - 2008     |
| Deportivo Anzoátegui             | Venezuela | 2008 - 2009     |
| Mineros de Guayana               | Venezuela | 2009 - 2010     |
| Deportivo Anzoátegui             | Venezuela | 2010 - 2011     |
| Llaneros de Guanare              | Venezuela | 2011 - 2013     |
| Monagas                          | Venezuela | 2013 - 2014     |
| Angostura Fútbol Club            | Venezuela | 2014            |
| Estudiantes de Caracas           | Venezuela | 2015 - presente |

- Datos: Q7030384